# Jungiella pseudointerna
Jungiella pseudointerna är en tvåvingeart som beskrevs av Elger 1979. Jungiella pseudointerna ingår i släktet Jungiella och familjen fjärilsmyggor. Inga underarter finns listade i Catalogue of Life.